# La expresión americana
La expresión americana es un libro de ensayos del escritor cubano José Lezama Lima, publicado en 1957. Se trata quizás de su obra más estructurada y sistemática,  ya que a diferencia del resto de sus volúmenes ensayísticos, que recogen textos publicados previamente en diferentes medios, está compuesta por cinco conferencias que dictó en el Palacio de Bellas Artes de
La Habana los días 16, 18, 22, 23 y 26 de enero de ese año, en un ciclo organizado por el Instituto Nacional de Cultura.
En una línea similar a la de autores como José Enrique Rodó, Alfonso Reyes, Fernando Ortiz, Arturo Uslar Pietri, Alejo Carpentier o Pedro Henriquez Ureña, pero con una intención mucho más totalizadora, Lezama aborda en estas conferencias la problemática de la identidad y el ser americano desde su visión de la historia a través de la poesía y la imagen. Esta sería, según Irlemar Chiampi, la primera vez que Lezama pone a prueba la aplicabilidad de estos conceptos a la historia cultural americana.
Es importante aclarar que Lezama no sigue una visión racional y objetiva de la historia, de tipo hegeliana, si bien toma ciertos aspectos de ella. En primer lugar, mientras que Hegel piensa a la naturaleza y al paisaje como un elemento inerte y ahistórico, Lezama le otorga un papel fundamental en el decurso histórico y la conformación del ser americano; en segundo lugar, mientras que la racionalidad hegeliana implica un deber ser inevitable e irrenunciable, la visión poética de Lezama (basada en el contrapunto) permite señalar la imago, el potens, es decir, la infinita posibilidad del poder ser. A través de una reinterpretación poética de la historia americana, Lezama no busca llegar a una identidad constitutiva absoluta, sino que le interesa rastrear «la forma en devenir en que un paisaje va hacia un sentido, una interpretación o una sencilla hermenéutica, para ir después hacia su reconstrucción, que es en forma definitiva lo que marca su eficacia o desuso, su fuerza ordenancista o su apagado eco, que es su visión histórica».

## Contenido

### Mitos y cansancio clásico
En esta primera conferencia, Lezama delimita las cuestiones a tratar y presenta su metodología, basada en el contrapunto, esto es, analizar una obra relacionándola con elementos (Lezama habla de «fragmentos») de otras, anteriores o posteriores, construyendo de esta forma un imaginario poético creado por el sujeto, es decir, despojado de cualquier objetividad. En palabras de Irlemar Chiampi, «la idea es la de componer, con esos saltos y sobresaltos, una especie de constelación supra-histórica en que los textos dialogantes exhiben su devenir en la mutación de esas partículas». No obstante, este método no implica una analogía de semejanzas, como si se tratara de variables que se repiten a lo largo de la historia (y en esto se diferencia de Carpentier, Spengler o D'Ors), dado que esa idea atenta contra la noción del potens americano y reduce su paisaje a una repetición de formas estéticas anteriores. Por el contrario, las asociaciones lezamianas son de naturaleza poética, subjetiva, funcionan a través de la imaginación y la memoria del sujeto. Estas ideas le sirven a Lezama para trazar el concepto de era imaginaria, que desarrollará más en profundidad en ensayos posteriores («Preludio a las eras imaginarias», «A partir de la poesía», etc.). Es aquí donde Lezama pronuncia una de sus frases más célebres, que se ha convertido en la síntesis de su estilo de escritura: «Sólo lo difícil es estimulante, sólo la resistencia que nos reta es capaz de enarcar, suscitar y mantener nuestra potencia de conocimiento».
Además de presentar estas cuestiones metodológicas, Lezama también adelanta algunas ideas que irá desarrollando en los textos posteriores: resaltar la importancia del paisaje como elemento fundador de cultura, proponer una interpretación poética de la historia («historiar, no los hechos, sino la imagen poética subyacente a los hechos») y crear, para cada período abordado, un personaje característico. En este primer ensayo, en un primer momento aparecen Hunahpú e Ixbalanqué, personajes tomados del Popol Vuh, que descienden al inframundo (Xibalbá) y vencen a los señores de la tierra de los muertos; en un segundo momento aparecen los Artistas Aztecas enviados por Moctezuma para hablar con Hernán Cortés, y que impresionan a los españoles con sus obsequios y sus pinturas mágicas.

### La curiosidad barroca
En la segunda conferencia Lezama aborda la cuestión nuclear del libro, y quizás de toda su obra: el barroco americano. Toda la exposición es una reivindicación de la estética barroca, comenzando por cuestionar la idea que se tiene del barroco como un arte «degenerescente» y crepuscular. Por el contrario, Lezama considera al barroco como un arte plenario, al mismo tiempo que distingue entre barroco europeo y barroco español y americano. Mientras que el primero se caracteriza por la «acumulación sin tensión y asimetría sin plutonismo», los segundos reúnen estos dos rasgos. Por tensión, Lezama se refiere a una conjunción de elementos contrapuestos; mientras que el concepto de plutonismo no tiene connotaciones tanáticas, sino que se refiere a la capacidad de crear algo nuevo a partir de la fusión de elementos opuestos y fragmentarios. Ennumera a continuación algunos ejemplos tanto literarios (Sor Juana Inés de la Cruz, Carlos Sigüenza y Góngora) como arquitectónicos, como la imagen que corona el portal de la Iglesia de San Lorenzo de Carangas en la ciudad de Potosí, obra del Indio Kondori, a la que Lezama llama  «la indiátide», como síntesis entre lo prehispánico y lo hispánico, sin dejar de lado el elemento negrista, representado por Aleijadinho, principal exponente del barroco brasilero. Pero quizá su movimiento más audaz sea afirmar la vigencia del barroco en la actualidad, al relacionar la obra poética de Sor Juana y Sigüenza y Góngora con la de Leopoldo Lugones y Alfonso Reyes en un imaginario «banquete literario», que abarca desde Hernando Domínguez Camargo hasta Cintio Vitier, en una continuidad de poetas americanos y españoles. Esta línea crítica, de avanzada para la época de su aparición, será retomada por Severo Sarduy y, desde otro lugar, por Alejo Carpentier.
El personaje característico de esta etapa, y el central de toda la obra, es el Señor Barroco, quien reúne los rasgos ya descritos, y que lleva a Lezama a reformular la definición de Weisbach, quien se refirió al barroco como un «arte de la Contrarreforma», para pasar a ser un «arte de la Contraconquista». La importancia del barroco radica en que marca el inicio de la identidad americana, y le es estrictamente propio, heredado de España. En este punto Lezama se acerca a otros autores, al aceptar la idea de lo americano como un mestizaje que reinventa y crea su propia identidad a partir de la tensión y la unión de elementos de otras culturas, pero sin abandonar su particular punto de vista.

### El romanticismo y el hecho americano
Esta conferencia continúa en el punto en el que quedó la anterior, es decir, pasa del barroco novohispano al período independentista. Clarificando un poco su hermetismo habitual, Lezama destaca la importancia que tuvieron las diferentes órdenes monásticas que se asentaron en el continente, durante los años de la colonia, en la conformación del paisaje y la cultura americanos: los dominicos en Santo Domingo, Bartolomé de Las Casas en Cuba, los franciscanos en México y los jesuitas en Paraguay, las cuales terminaron teniendo un lugar relevante en las gestas independentistas, por la oposición al dominio colonial de algunos de sus miembros, a diferencia de las órdenes de Europa, mucho más cercanas al poder central. Con esto Lezama no sólo reafirma su catolicismo, sino que además, vuelve sobre la interpretación enunciada en La curiosidad barroca del barroco entendido como un arte de la Contraconquista.
A continuación, se explaya largamente en la historia de tres personajes: 
- Fray Servando Teresa de Mier, dominico mexicano que sostuvo que el culto guadalupano era prehispánico, igual que el cristianismo (traído por Santo Tomás, llamado Quetzalcóatl por los aztecas), y por lo tanto no había nada que agradecer a España, afirmación que le valió la cárcel y largos años de exilio en Europa, desde donde apoyó y después participó en la independencia de su país.

- Simón Rodríguez, intelectual y educador venezolano que fue maestro y formador de Simón Bolívar, a quien acompañó durante su campaña, y cuya figura reivindicó hasta su muerte.

- Francisco de Miranda, conspirador independentista venezolano que participó en diversos movimientos revolucionarios, como la independencia de los Estados Unidos, la Revolución Francesa o la independencia de su propio país.

Todos ellos representan un aspecto del personaje emblemático de este período: el Rebelde Romántico. Fray Servando representa la huida, el destierro; Rodríguez, «el individualismo más sulfúreo y demoníaco», la huida hacia el interior; Miranda, el espíritu inquieto, inaprensible, «el primer auténtico americano». Todos ellos tienen en común lo que Lezama considera «la gran tradición romántica del siglo XIX, la del calabozo, la ausencia, la imagen y la muerte». No sólo ninguno de ellos ha sido un personaje recogido por la historia oficial, a pesar de haber cumplido un importante rol en las guerras de independencia, sino que todos conocieron un destino similar: la cárcel, el olvido, la muerte. Estas características, esta «presencia imposible», alcanza su punto más álgido en la figura de José Martí, en la que confluyen las anteriores. Martí sería, entonces, el Rebelde Romántico por excelencia.

### Nacimiento de la expresión criolla
Si bien hasta este momento Lezama ha venido considerando a Estados Unidos como parte de su objeto de estudio, en esta conferencia hace una excepción y se restringe al ámbito hispanoamericano, para analizar el surgimiento de las literaturas nacionales, después de la independencia. Estas literaturas, que tienen por un lado, el elemento "culto", descendiente de Quevedo y Góngora (que en Europa se enfrentan pero en América se complementan), y que hallan en Martí, Darío y Vallejo a los máximos exponentes, los que crean un nuevo paisaje a partir de su obra, tienen su contraparte y complemento en la poesía popular, folletinesca, oral, de la que Lezama comenta dos variantes, ambas caracterizadas por el acompañamiento musical: el corrido mexicano y la gauchesca argentina.
Ambas variantes, que surgen durante las gestas de independencia y toman la forma del romance español, son sin embargo diferentes a éste. Si el romance se ocupa de hechos de significación histórica, el corrido puede ocuparse de asuntos menores, y lejos del tono lastímero y trágico que suele tener los romances tradicionales, el corrido es festivo, alegre, burlón, y retoma la tradición satírica quevediana. En la gauchesca, por su parte, encuentra Lezama la primera expresión puramente criolla y oral, que no desciende de una tradición literaria, sino que surge del espacio y la condición natural de los hombres que la producen. Y si la gauchesca comienza con los cielitos de Bartolomé Hidalgo, de tono exaltatorio y antirrealista, llega a su punto culminante en el Martín Fierro de José Hernández. Aquí ya no hay un tono festivo, sino amargo, y al mismo tiempo, una reivindicación absoluta de la figura del gaucho y del espacio rural, en detrimento de la ciudad, con la que se rompe. Fierro es un héroe romántico en la entereza, habituado al sufrimiento, de un linaje fuerte. En un período (siglo XIX) en el que la literatura española decae y se estanca, la gauchesca resucita y actualiza el idioma.
De la gauchesca sale también el personaje de este período, el Señor Estanciero, que, al igual que el Señor Barroco, crea el paisaje a través de la literatura, pero a diferencia suya, este nuevo personaje tiene un vacío que llenar, producto del separatismo, un espacio interminable al que debe domar, llenar, dotar de significado. 

### Sumas críticas del americano
La última conferencia retoma y recapitula los conceptos desarrollados en las exposiciones anteriores. Con una apología de las vanguardias (Pablo Picasso, Igor Stravinsky, James Joyce, George Gershwin), Lezama resalta una vez más la importancia de tener la capacidad de apropiarse, sintetizar y renovar las formas, y critica a la corriente nacionalista - indigenista de la pintura mexicana, encarnada en las figuras de Diego Rivera y David Alfaro Siqueiros, máximos representantes del muralismo, que acusaban a los pintores cubanos de tener influencias de Picasso. Este debate, muy vigente en la época, entre quienes defendían un nacionalismo alejado de influencias "extranjerizantes" y los que apostaban por abrirse a nuevas formas de expresión, Lezama lo resuelve con dos tesis ya desarrolladas: no sólo el americano es el espacio donde se crea una nueva expresión a partir de la combinación de diversos elementos, sino que la vanguardia, lejos de ser un producto extraño a la tradición, es resultado de ella, la continúa y la renueva, por medio del acto de tomar elementos de movimientos anteriores que le sirven para renovar las formas actuales.
A continuación, vuelve sobre otro elemento, cuyos puntos había trazado en Mitos y cansancio clásicos, y mencionado colateralmente en las conferencias siguientes: el papel central del paisaje en la conformación del ser americano. Si en Europa, dice Lezama, se redujo el paisaje al hombre, en América el paisaje surge como resultado de la lucha entre la naturaleza y el hombre, lo determina a él y a su literatura. Retoma la crítica a Hegel por su desvalorización hacia el continente americano, pero esta vez no recurre a ejemplos del ámbito hispanoamericano, sino a figuras de la cultura norteamericana: Herman Melville y Walt Whitman. Pero mientras Melville «se siente separado del mundo, y en esa separación radica la destrucción que él necesita, Whitman se integra cuerpo contra yerba, yerba contra lo estelar, viviendo en la redención de lo necesario que es al mundo la presencia de su cuerpo». En otras palabras, mientras que Melville representa la tendencia autodestructiva por su separación del mundo, Whitman es el polo opuesto, la unión del hombre con su entorno, su paisaje, y cómo éste a su vez se crea por medio de la imagen poética. Whitman y Melville serían los instauradores del Hombre de los Comienzos, que rechazan el historicismo hegeliano. 
Por último, desarrolla un poco más en profundidad su concepción del paisaje americano: para él, lo americano es un espacio gnóstico, un espacio voraz en cuanto a la influencia; pero también es aquel paisaje, que, como Espíritu, es revelado por la Naturaleza. Así, el espacio tiene una función activa, ya que es receptor del influjo, pero también flujo del Espíritu. En esta
línea, ensalza la cultura incaica, ya que, el incanato tenía un conocimiento profundo del espacio donde se encontraba. Entonces, para los americanos, el paisaje es una realidad presente y actual, un espacio gnóstico que interpreta y reconoce, para luego, prefigurar y añorar.

## Recepción
La expresión americana sigue siendo considerada por varios críticos como una obra central del corpus lezamiano. Abel Prieto la definió como «el volumen de ensayos de mayor unidad, el más estructurado y sistemático de Lezama, y (...) un aporte agudo de trascendencia indiscutible, en la elaboración del complejo de ideas que han defendido la digna singularidad de la cultura latinoamericana».
Irlemar Chiampi, por su parte, ha encarado una lectura de Lezama desde lo que  Roberto Fernández Retamar llama «su visión calibanesca de la cultura». Al respecto, Chiampi escribe, en el prólogo a su edición crítica de la obra:

Son diversas las innovaciones que la fábula lezamiana aporta para brindarnos un mejor conocimiento del hecho americano. (...) Desprovisto de la solemnidad interpretativa de los ideólogos del americanismo y sin optimismo enajenante, Lezama pinta su americano como una suerte de Caliban: irreverente, rebelde y devorador (y en esto más próximo al antropófago de Oswald de Andrade para metaforizar el modo de ser brasileño). En el Caliban demoniaco de Lezama prevalecen, a pesar de las tempestades de la historia, el deseo de conocimiento ígneo y la libertad absoluta.

Actualmente circulan diferentes ediciones de la obra; la citada en este artículo, prologada y anotada por Chiampi, corrige además diversas erratas presentes en las primeras ediciones, que se han mantenido en ediciones posteriores, como la también citada antología Confluencias a cargo de Prieto.